# Limonia parvipennis
Limonia parvipennis är en tvåvingeart som beskrevs av Alexander 1940. Limonia parvipennis ingår i släktet Limonia och familjen småharkrankar. Inga underarter finns listade i Catalogue of Life.